# Episodi di Holby City (decima stagione)
La decima stagione della serie televisiva Holby City è stata trasmessa in anteprima nel Regno Unito da BBC One tra il 16 ottobre 2007 e il 14 ottobre 2008.
| nº | Titolo originale                           | Titolo italiano | Prima TV UK       | Prima TV Italia |
| -- | ------------------------------------------ | --------------- | ----------------- | --------------- |
| 1  | Bitter from the Sweet                      |                 | 16 ottobre 2007   |                 |
| 2  | The Last Throw                             |                 | 23 ottobre 2007   |                 |
| 3  | No One Likes a Cry Baby                    |                 | 30 ottobre 2007   |                 |
| 4  | The Apprentice                             |                 | 6 novembre 2007   |                 |
| 5  | Dust Off Your Wings                        |                 | 13 novembre 2007  |                 |
| 6  | Unfinished Symphony                        |                 | 20 novembre 2007  |                 |
| 7  | Someone to Watch Over Me                   |                 | 27 novembre 2007  |                 |
| 8  | Mirror Man                                 |                 | 4 dicembre 2007   |                 |
| 9  | The Reckoning                              |                 | 11 dicembre 2007  |                 |
| 10 | Into the Void                              |                 | 19 dicembre 2007  |                 |
| 11 | Elliot's Wonderful Life                    |                 | 27 dicembre 2007  |                 |
| 12 | For Your Consideration                     |                 | 1º gennaio 2008   |                 |
| 13 | Queen of Hearts                            |                 | 8 gennaio 2008    |                 |
| 14 | Stolen                                     |                 | 15 gennaio 2008   |                 |
| 15 | Physician, Heal Thyself                    |                 | 22 gennaio 2008   |                 |
| 16 | The Key Is Fear                            |                 | 29 gennaio 2008   |                 |
| 17 | Final Cut                                  |                 | 5 febbraio 2008   |                 |
| 18 | The Extra Mile                             |                 | 12 febbraio 2008  |                 |
| 19 | Complications Ensue                        |                 | 19 febbraio 2008  |                 |
| 20 | On a Mission                               |                 | 26 febbraio 2008  |                 |
| 21 | We Serve All Who Come to Us                |                 | 4 marzo 2008      |                 |
| 22 | No Cars Go                                 |                 | 11 marzo 2008     |                 |
| 23 | Long Dark Night                            |                 | 12 marzo 2008     |                 |
| 24 | 12 Hour Nightmare                          |                 | 18 marzo 2008     |                 |
| 25 | Love Will Tear Us Apart                    |                 | 25 marzo 2008     |                 |
| 26 | All This Useless Beauty                    |                 | 1º aprile 2008    |                 |
| 27 | Pants on Fire                              |                 | 8 aprile 2008     |                 |
| 28 | You're So Vain                             |                 | 15 aprile 2008    |                 |
| 29 | The Softest Music                          |                 | 22 aprile 2008    |                 |
| 30 | Battle of Who Could Care Less              |                 | 29 aprile 2008    |                 |
| 31 | Springflower                               |                 | 6 maggio 2008     |                 |
| 32 | T.K.O.                                     |                 | 13 maggio 2008    |                 |
| 33 | Any Port in a Storm                        |                 | 20 maggio 2008    |                 |
| 34 | Send No Flowers                            |                 | 27 maggio 2008    |                 |
| 35 | Natural Justice                            |                 | 3 giugno 2008     |                 |
| 36 | Love You                                   |                 | 10 giugno 2008    |                 |
| 37 | Doctor's Dilemma                           |                 | 18 giugno 2008    |                 |
| 38 | New Lands, New Beginnings                  |                 | 24 giugno 2008    |                 |
| 39 | Change of Heart                            |                 | 1º luglio 2008    |                 |
| 40 | Only Believe                               |                 | 8 luglio 2008     |                 |
| 41 | Crossing Borders                           |                 | 15 luglio 2008    |                 |
| 42 | On the Brink                               |                 | 22 luglio 2008    |                 |
| 43 | You Do it to Yourself                      |                 | 29 luglio 2008    |                 |
| 44 | Eighteen and a Half                        |                 | 5 agosto 2008     |                 |
| 45 | The Devil and the Deep Blue Sea            |                 | 12 agosto 2008    |                 |
| 46 | Hope, Faith and Charity                    |                 | 26 agosto 2008    |                 |
| 47 | To Govern a Kingdom                        |                 | 2 settembre 2008  |                 |
| 48 | Whatever It Takes                          |                 | 9 settembre 2008  |                 |
| 49 | Separate Lives                             |                 | 16 settembre 2008 |                 |
| 50 | Leave It to God                            |                 | 23 settembre 2008 |                 |
| 51 | No Breaks on the Midnight Express (Part 1) |                 | 30 settembre 2008 |                 |
| 52 | No Breaks on the Midnight Express (Part 2) |                 | 1º ottobre 2008   |                 |
| 53 | Mad World                                  |                 | 14 ottobre 2008   |                 |